# 大海草山
大海草山位于云南省曲靖市会泽县县城40公里外的大海乡，是乌蒙山脉的一部分，海拔在2570米到4017米之间，是国家4A级旅游景区。

## 会泽大海草山国际滑雪场
滑雪场占地2万余平方米，平均海拔3541米，2022年开放初级雪道3条、中级雪道1条，是全国纬度最低，云南海拔最高、规模最大的大型室外滑雪场。滑雪场从11月中旬至次年4月份运行，运营周期达120-150天。滑雪场规划有初、中、高级滑雪道26条，滑雪缆车4条、主题酒店、冰雪度假小镇等。滑雪场既是滑雪培训基地，也对普通游客开放。